# Virtual Boy Wario Land
Virtual Boy Wario Land est un jeu vidéo sorti en 1995 sur Virtual Boy.

## Synopsis
En vacances dans la forêt tropicale d'Awazon, Wario se repose. Mais alors qu'il fait une sieste, il est réveillé par des castors. Examinant la jungle environnante, il remarque d'étranges créatures masquées entrant dans une caverne secrète, dissimulée par une chute d'eau. Décidant de les suivre, Wario tombe alors dans une salle où est amassé un trésor fabuleux. Après avoir maîtrisé les gardes, il essaye de voler le trésor, mais juste avant qu'il sorte de la salle, le plancher s'effondre et il tombe tout au fond de la caverne. Déterminé à s'approprier le trésor, Wario commence son ascension.

## Système de jeu
Virtual Boy Wario Land est un jeu de plate-formes qui reprend le gameplay de Wario Land: Super Mario Land 3 sur Game Boy dans lequel le joueur prend à nouveau le contrôle de Wario. Le jeu exploite les capacités d'affichage stéréoscopique de la console de différentes manières. Les environnements sont composés de plusieurs couches. À divers endroits dans les niveaux, le joueur peut utiliser un tremplin pour aller à l’arrière-plan ou pour revenir à l’avant-plan. Il lui est parfois utile de le faire afin d’éviter un ennemi ou un obstacle, ou encore pour récupérer des objets. Certains ennemis peuvent apparaître en arrière-plan et se rendre à l’avant-plan pour attaquer Wario.

## Équipe de développement
- Producteur : Gunpei Yokoi
- Réalisateur : Hiroji Kiyotake, Hirofumi Matsuoka
- Designer : Masahiko Mashimo, Tomoyoshi Yamane, Takehiko Hosokawa, Masami Ueda, Takashi Ohno
- Programmeur : Kohta Fukui, Masaru Yamanaka, Masahiro Kawano, Tsutomu Kaneshige, Satoshi Matsumura, Takanobu Nakashima
- Musique et effets sonores : Kazumi Totaka
- Coordinateur : Hiroki Sotoike, Kenichi Nakamura